# Vlag van Jonkersland

Vlag van Jonkersland

De vlag van Jonkersland is de dorpsvlag van het Nederlandse dorp Jonkersland, in de Friese gemeente Opsterland. De vlag werd in 1990 geregistreerd. Het ontwerp van de vlag is van de hand van R.J. Broersma.

## Beschrijving
De beschrijving van de vlag is als volgt:
Een geblokte hijs van 1/5 vlaghoogte van wit en zwart in twee rijen, elk van tien liggende blokken van 1/10 vlaglengte bij 1/10 vlaghoogte; in  een rode vlucht een groene broekingsdriehoek, reikende tot aan het einde van de vlag. In de driehoek een gele lelie van 1/2 vlaghoogte, de middellijn van de lelie op 2/5 vlaglengte van de broek.
De kleuren zijn afkomstig van het dorpswapen.

## Symboliek
- Geblokte hijs: verwijst naar de vervening in het gebied.[3]

Rood veld: staat voor de heide die vroeger rond het dorp aanwezig was. Ook komt de kleur voor in het wapen van het geslacht Van Dekema, dat ter plaatse betrokken was bij de vervening.
- Groen veld: symbool voor de weidegrond rond het dorp. Het veld loopt in een punt om aan te geven dat de heidevelden in omvang afnamen ten koste van het grasland. [3]
- Gouden fleur de lis: eveneens ontleend aan het wapen van de familie Van Dekema.[3]